# 道格拉斯 (堪薩斯州)
道格拉斯（英語：Douglass）是一個位於美國堪薩斯州巴特勒縣的城市。

## 地方資料
根據2020年美國人口普查的數據，道格拉斯的面積為2.75平方千米，當中陸地面積為2.75平方千米，而水域面積為0.00平方千米。當地共有人口1555人，而人口密度為每平方千米565.45人。